# Rafael Vega
Rafael Vega Kindelán (Madrid, 18 de febrero de 1971) es un exbaloncestista español. Con una altura de 2,05 metros, jugaba en la posición de pívot. Formado en las categorías inferiores del Fórum Valladolid C. B., jugó en varios equipos de las ligas ACB, LEB y LEB2. Con el Bàsquet Manresa ganó la Copa del Rey de Baloncesto en la temporada 1995-1996.

## Clubes
- 1990-91 ACB. Fórum Valladolid C. B.
- 1991-92 ACB. Oximesa Granada
- 1992-94 ACB. Fórum Valladolid C. B.
- 1994-96 ACB. Bàsquet Manresa
- 1996-97 LEB. B. C.  Andorra
- 1997-98 LEB. Club Baloncesto Murcia
- 1998-99 ACB. Club Baloncesto Murcia
- 1999-00 ACB. C. B. Gran Canaria
- 2000-01 LEB2. C. B. Tarragona
- 2001-02 LEB. Bàsquet Manresa